# 阎桂丽
阎桂丽（1955年2月16日—），中国前女子乒乓球运动员。她曾获得1977年世界乒乓球锦标赛混合双打季军，1979年世界乒乓球锦标赛女子双打、混合双打亚军，1981年世界乒乓球锦标赛女子双打季军。